# Рельсовый стреловой кран

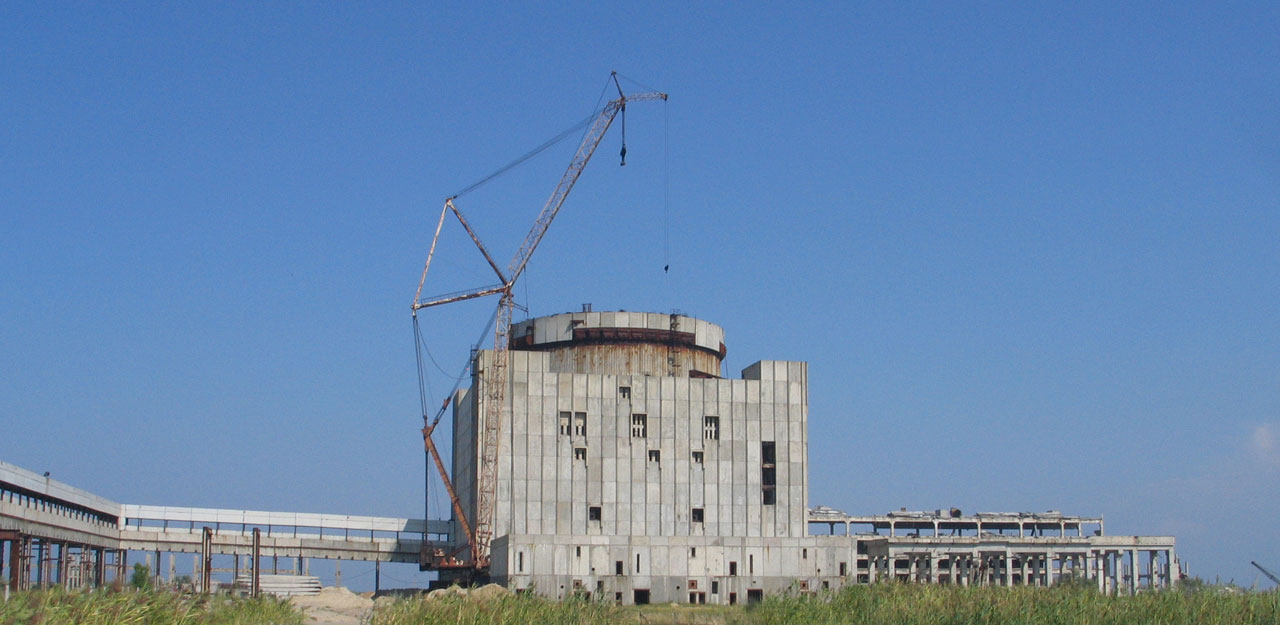
Кран СКР-3500 на Крымской АЭС

Ре́льсовые стреловы́е самохо́дные кра́ны отличаются от железнодорожных или широко применяемых башенных конструкцией исполнения, увеличенным грузовым моментом и необходимостью устройства специальных рельсовых путей. Ширина колеи составляет от 10 до 15 м, грузоподъёмность в пределах от 75 до 130 т.

## Описание

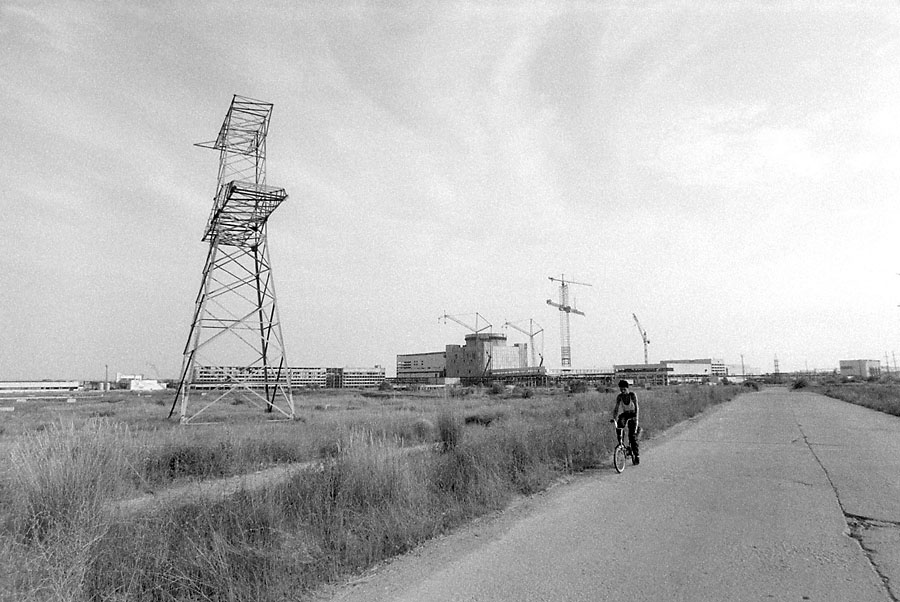
Краны на Крымской АЭС: два СКР-3500, K-10000 и БК-1000 (слева направо)

Стреловые самоходные рельсовые краны типа «СКР» начали изготовляться в СССР с 1970 года. Своим возникновением данные краны обязаны появлению нового прогрессивного метода монтажа покрытий на крупных стройках — конвейерному или стендовому методу монтажа, который заключается в сборке конструкций на земле с последующим монтажом крупногабаритными блоками массой 40 — 100т. При строительстве Камского автомобильного завода потребовалось создание нового специального рельсового крана СКР-1500. Успешный опыт эксплуатации СКР-1500 предопределил создание ряда рельсовых кранов типа «СКР» с грузовыми моментами от 1500 до 3500т·м.

### Недостатки
- К недостаткам данных кранов можно отнести:

1. Высокую стоимость рельсовых путей[1].
2. Невозможность использования межрельсового пространства для складирования и сборки оборудования[1].

## Описание конструкции

### Привод
Все краны типа «СКР» имеют электрический привод на переменном токе 380 В и питаются от внешней сети. По аналогии с обозначением башенных кранов 1500 — это величина грузового момента основного башенно-стрелового исполнения в тонно•метрах.

## Применение
- Монтажные работы при реконструкции и строительстве новых энергообъектов большой мощности сопряжены с целым рядом особенностей:

1. Стеснённые условия[1].
2. Большая высота расположения и масса блоков и элементов основного оборудования[1].
3. Невозможность или экономическая нецелесообразность использования других типов кранов[1].

- В таких случаях применяются стреловые самоходные рельсовые краны типа («СКР») с башенно-стреловым оборудованием[1].

## Маркировка кранов
- Маркировка кранов

## Монтаж, демонтаж и перевозка
Монтаж и демонтаж осуществляют согласно Инструкции и Правилами Техники безопасности и СНИП. Этапы могут отличаться для моделей кранов.

## Изготовители
Краны выпускались малыми сериями Раменским механическим заводом и Зуевским энергомеханическим заводом.